# Oncidium baccatum
Oncidium baccatum är en orkidéart som beskrevs av Leslie Andrew Garay och Galfrid Clement Keyworth Dunsterville. Oncidium baccatum ingår i släktet Oncidium och familjen orkidéer. Inga underarter finns listade i Catalogue of Life.